# Верукио
Веру̀кио (на италиански: Verucchio, на местен диалект Vróč, Въроч) е град и община в северна Италия, провинция Римини, регион Емилия-Романя. Разположен е на 330 m надморска височина. Населението на общината е 10 079 души (към 2010 г.).